# Mártires de Compiègne
Se conoce con el nombre de Mártires de Compiègne al grupo de 16 miembros del monasterio carmelita de Compiègne, en Francia, compuesto por dieciséis monjas (de las cuales tres legas) y dos externas; las cuales, durante la Revolución francesa, rechazaron obedecer la Constitución Civil del Clero del gobierno revolucionario, que había mandado la supresión del monasterio.
Las 16 religiosas fueron guillotinadas el 17 de julio de 1794.
La Comunidad de Carmelitas mártires Compiègne fue la quincuagésima tercera fundación de la orden Carmelita Descalza en Francia, ocurrida tras la llegada al país de la beata Ana de Jesús, discípula de santa Teresa de Ávila.

## Martirio

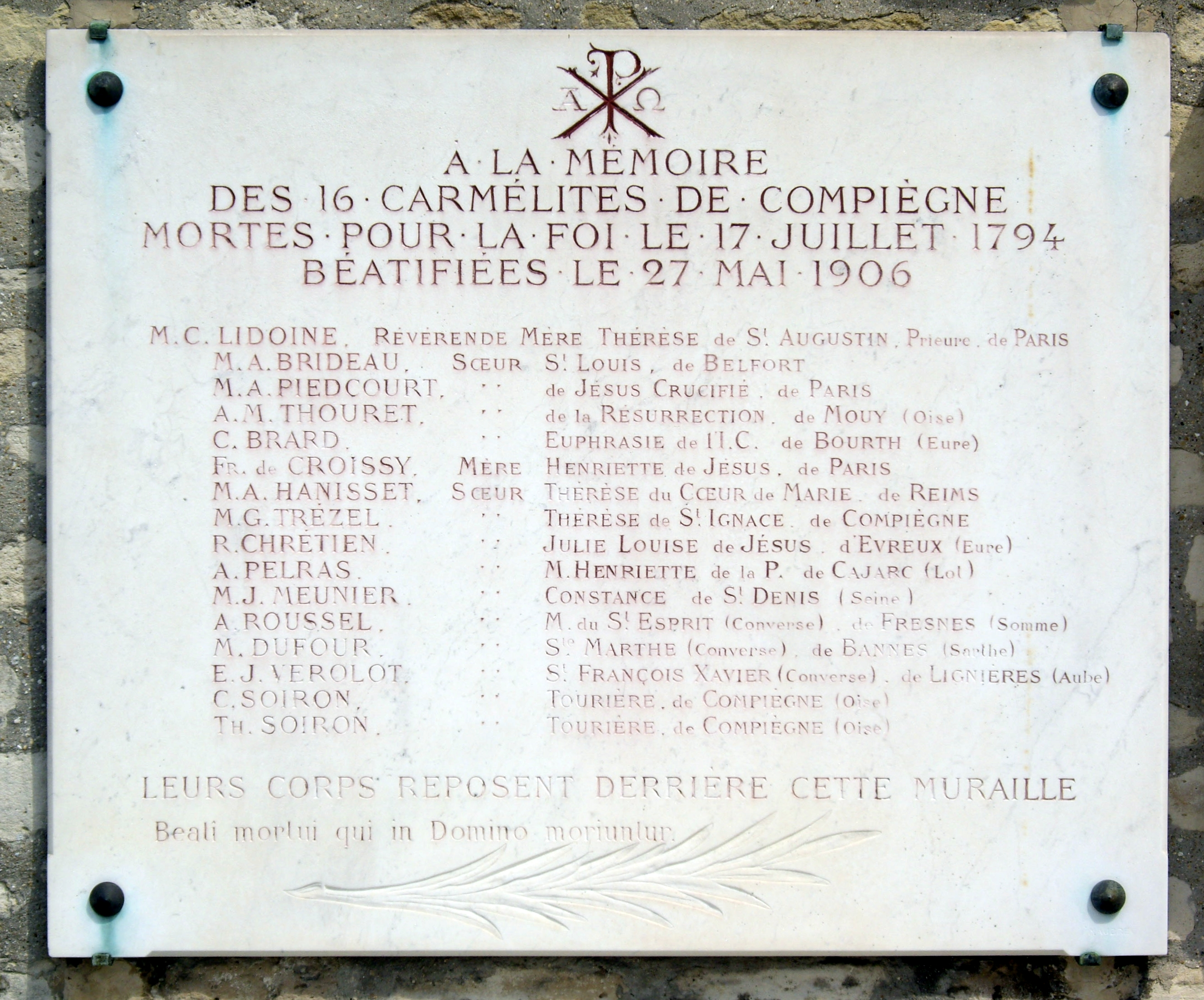
Placa en el cementerio Picpus en recuerdo de las mártires carmelitas de Compiègne

Durante el periodo del anticlericalismo de la Revolución, los monasterios y los conventos fueron suprimidos. 
Al estallar la Revolución, miembros del Comité local de Salud Pública acudieron al convento para persuadir a las monjas de que abandonaran la vida religiosa. Se negaron y cuando - entre junio y septiembre de 1792 - los episodios de violencia aumentaron, siguiendo la inspiración de la priora, sor Teresa de San Agustín, todas se ofrecieron al Señor como sacrificio para que la Iglesia y el Estado pudieran encontrar paz de nuevo.
Expulsadas del monasterio, separadas y vestidas de civil (a pesar de haberse negado a renunciar al Hábito) continuaron su vida de oración y penitencia, aunque divididas en cuatro grupos en varios puntos de Compiègne, pero unidas por correspondencia, bajo la dirección de la superiora. Descubiertas y denunciadas, el 24 de junio de 1794, fueron encarceladas en Cambrai, junto con una la comunidad de monjas benedictinas inglesas.[2]
Luego fueron trasladadas a París y encerradas en la prisión de la Conciergerie, donde ya se encontraban numerosos sacerdotes, religiosos y religiosas condenados a muerte.
Incluso en cautiverio las monjas carmelitas fueron ejemplares. El 17 de julio, el día después de la fiesta de Nuestra Señora del Carmen que habían celebrado en prisión, cantando himnos de júbilo, las dieciséis fueron condenadas y a muerte por el tribunal revolucionario, entre otros motivos, por "fanatismo" en relación con su ferviente devoción a los Sagrados Corazones de Jesús y María.
Distribuidas en dos carros, mientras las conducían a la ejecución, cantaban los salmos y, llegando al pie de la guillotina, entonaban el  Veni creador,  renovando uno tras otro sus votos.  La sentencia se llevó a cabo el 17 de julio de 1794, día en el que las religiosas fueron guillotinadas.[1] Este periodo es conocido actualmente como el Reinado de Terror.
Sus cuerpos fueron enterrados en una fosa común, junto con los de otros condenados en el lugar que se convirtió en el actual cementerio de Picpus, donde una placa recuerda su martirio. Fueron beatificadas en la Basílica de San Pedro por San Pío X , el 27 de mayo de 1906.

## Culto
El cardenal arzobispo de París inició el proceso de su beatificación el 23 de febrero de 1896. El 16 de diciembre de 1902 el papa León XIII declaró venerables a las Mártires de Compiègne. Fueron beatificadas por el papa Pío X el 27 de mayo de 1905. Las monjas carmelitas de Cambrai han preservado con devoción las reliquias secundarias de sus mártires, es decir, instrumentos de uso personal, hábitos, etc., debido a que sus cuerpos fueron tirados en una fosa común y no pudieron ser identificados. En el cementerio de Picpus se levanta un monumento en honor de las mártires. Su fiesta se celebra el 17 de julio.
Sobre las mártires carmelitas francesas se han escrito novelas, se han realizados juegos, filmado dos películas y compuesto la ópera francesa en tres actos de Francis Poulenc, titulada Diálogos de carmelitas, basada en un texto teatral de Georges Bernanos.
El 18 de noviembre de 2024 el papa Francisco extendió su culto a la Iglesia universal, mandando inscribir sus nombres en el catálogo de los santos.

## Lista de las mártires

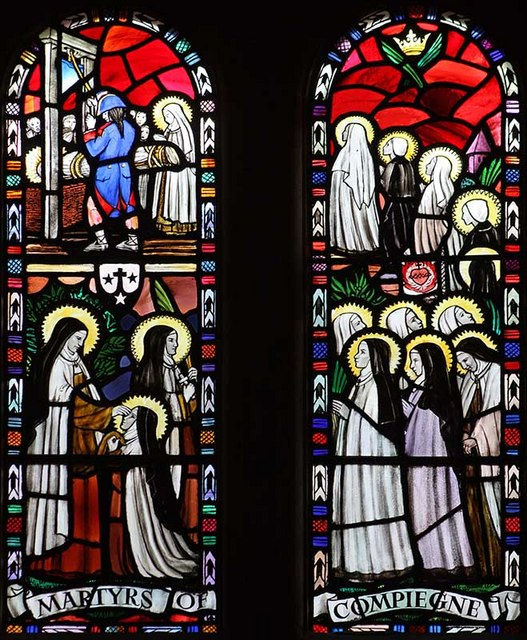
Vitral en honor de las mártires en la iglesia de Nuestra Señora del Monte Carmelo de Quidenham, Norfolk (Reino Unido).

- Teresa de San Augustín (Madeleine-Claudine Ledoine), nacida en 1752. Era la priora de la comunidad.[3]
- Madre San Luis (Marie-Anne Brideau), nacida en 1752.
- Enriqueta de Jesús (Marie-Françoise Gabrielle de Croissy), nacida en 1745.
- María de Jesús Crucificado (Marie-Anne Piedcourt), nacida en 1715.
- Carlota de la Resurrección (Anne-Marie-Madeleine Thouret) nacida en 1715.
- Eufrasia de la Inmaculada Concepción (Marie-Claude Cyprienne) nacida en 1736.
- Teresa del Corazón Inmaculado de María (Marie-Antoniette Hanisset) nacida en 1740.
- Julia Luisa de Jesús (Rose-Chrétien de la Neuville), viuda, nacida en 1741.
- Teresa de San Ignacio (Marie-Gabrielle Trézel) nacida en 1743.
- María Enriqueta de la Providencia (Anne Petras) nacida en 1760.
- Constanza de Jesús (Marie-Geneviève Meunier), novicia, nacida en 1765.
- María de Santa Marta (Marie Dufour), hermana lega, nacida en 1742.
- María del Espíritu Santo (Angélique Roussel), hermana lega, nacida en 1742.
- María de San Francisco Xavier (Juliette Vérolot), hermana lega, nacida en 1764.
- Catherine Soiron, externa, nacida en 1742.
- Thérèse Soiron, externa, nacida en 1748.